# سيرهي بريشينينكو
سيرهي بريشينينكو (بالأوكرانية: Причиненко Сергій Олексійович)‏ هو لاعب كرة قدم أوكراني في مركز الوسط، ولد في 2 أبريل 1960 في بريلوكي في أوكرانيا. لعب مع ديسنا تشرنيغوف وسيسكا موسكو ونادي تافريا سيمفروبول.